# Erről van szó
Erről van szó röpirat, amely Gaál Gábor és Ben Ami (Benamy Sándor) szerkesztésében „Művészeti és emberi figyelmeztető” alcímmel Kolozsváron 1927 elején, feltehetőleg április havában jelent meg. A 24 újságlap terjedelmű kiadvány montázsszerűen hozta a két szerző írásait; Gaál több részre tagolt vezércikkében a fogalmak észszerű tisztázását sürgette, jelképesen meghirdetve az „Emberiség Szótárát”, szembefordulva bármiféle új metafizikával, s leszögezve, hogy „Csak a szükségszerű dolgoknak van jogosultságuk!” A röpiratban Gaál egyfelől a hontalanság mítoszaival s az avantgárd formabontásával, másfelől a vidéki utánzással és felszínességgel szemben keres új szintézist, kimondva: „Legyen az erdélyi író formáiban is külön, eredeti; ha így parancsolják: erdélyi. Ha erre bírja a készsége, akkor a tartalma is és a lokalitása is idevaló és mégis egyetemesen emberi lesz. Járja a Bartalis útját. Ne ismételjen!”
Az Erről van szó Gaál-anyagát részben újraközölte Gaál Gábor Válogatott írások c. gyűjteménye (II. 1965. 154-60.).